# Souloise
Souloise – rzeka we Francji, przepływająca przez tereny departamentów Alpy Wysokie oraz Isère, o długości 25,6 km. Stanowi dopływ rzeki Drac.